# Севастопольські бухти
Севасто́польські бу́хти (крим. Aqyar körfezlerni) — бухти і бухточки, розташовані між мисом Лукул на півночі і мисом Сарич на півдні, що є у складі території, підпорядкованій Севастопольській міській раді. Севастопольські бухти вважають найкращими бухтами світу. Наразі частина бухт використовується для судноплавства, частина в рекреаційних цілях.
Серед Севастопольських бухт виділяють власне Севастопольську бухту, до складу якої входять ряд менших бухт, а також ряд менших бухт, розташованих за межами південного і північного загороджувальних молів.

## Севастопольська бухта
Найбільша з севастопольських бухт. Розташована на схід від лінії між південним і північним загороджувальними молами. Інші її назви — Ктенус, Ктенунт, Каламіта-лиман, Корсуньський Сиваш, Ахтіарська, Велика, Великий рейд, Севастопольський рейд, Головний рейд, Херсонеський лиман.

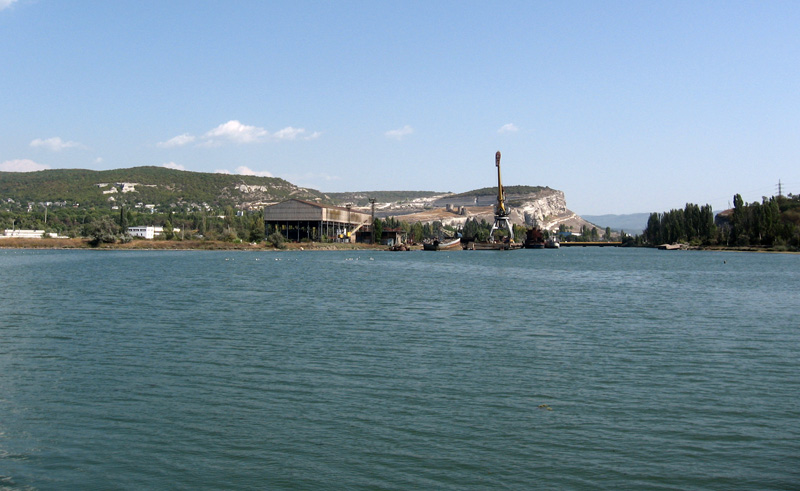
Верхів'я Севастопольської бухти поблизу Інкермана

До побудови загороджувальних південного і північного молів в 1980-ті у Севастопольську бухту не включали Мартинову бухту, яка була тоді зовнішньою. До Севастопольської бухти включали всі бухти на схід від лінії між Костянтинівським і Олександрівським мисами.
Уся місцевість в цьому районі розрізана долинами річки Чорної, а також її чисельних південних приток. Північний берег також порізаний кількома дрібними бухтами, меншими ніж Севастопольський рейд.

### Бухти Севастопольського рейду
- Костянтинівська бухта
- Бухта Матюшенка
- Михайлівська бухта
- Старопівнічна бухта
- Північна бухта
- Інженерна бухта
- Докова бухта, або Бухта Панайотова
- Бухта Голландія
- Сухарна бухта¹
- Маячна бухта¹
- Графська бухта, або Бухта Нафтова гавань¹
- Кілен-бухта
- Аполлонова бухта
- Корабельна бухта
- Південна бухта
- Артилерійська бухта
- Кришталева бухта
- Олександрівська бухта
- Мартинова бухта
- Інкерманська бухта¹

¹з 7.09.2023 передані до Бахчисарайського району Автономної Республіки Крим.

## Бухти за межами Севастопольського рейду
Крім власне Севастопольської до Севастопольських відносяться усі акваторії в межах Севастопольської міськради, але знаходяться за межами основної Севастопольської бухти. А саме:
- Карантинна бухта
- Пісочна бухта
- Стрілецька бухта
- Кругла бухта
- Бухта Абрамова
- Комишева бухта¹
- Лебедина бухта¹
- Подвійна бухта¹
- Солона бухта¹
- Козача бухта¹
- Балаклавська бухта

¹з 7.09.2023 передані до Бахчисарайського району Автономної Республіки Крим.
Подеколи до Севастопольських бухт відносять також окремі (переважно дрібні) бухти відкритого моря між мисами Херсонес і Сарич, а саме Блакитну, Золоту, Олександри, Мармурову, Єршина, Ласпі, Батилиман.